# Gouvernement Iatseniouk I
Pour les articles homonymes, voir Gouvernement Iatseniouk.
Ukraine
Azarov II Iatseniouk II

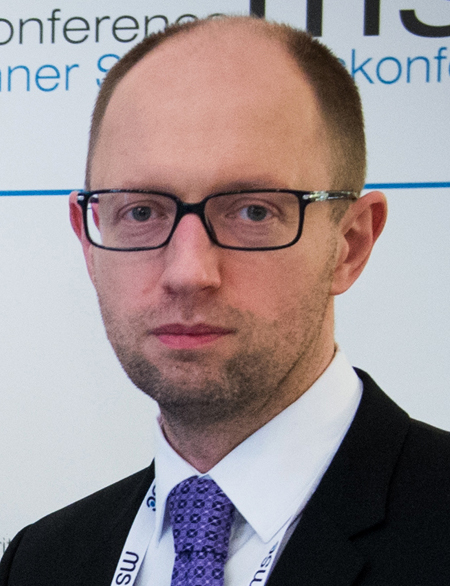
Le Premier ministre Arseni Iatseniouk.

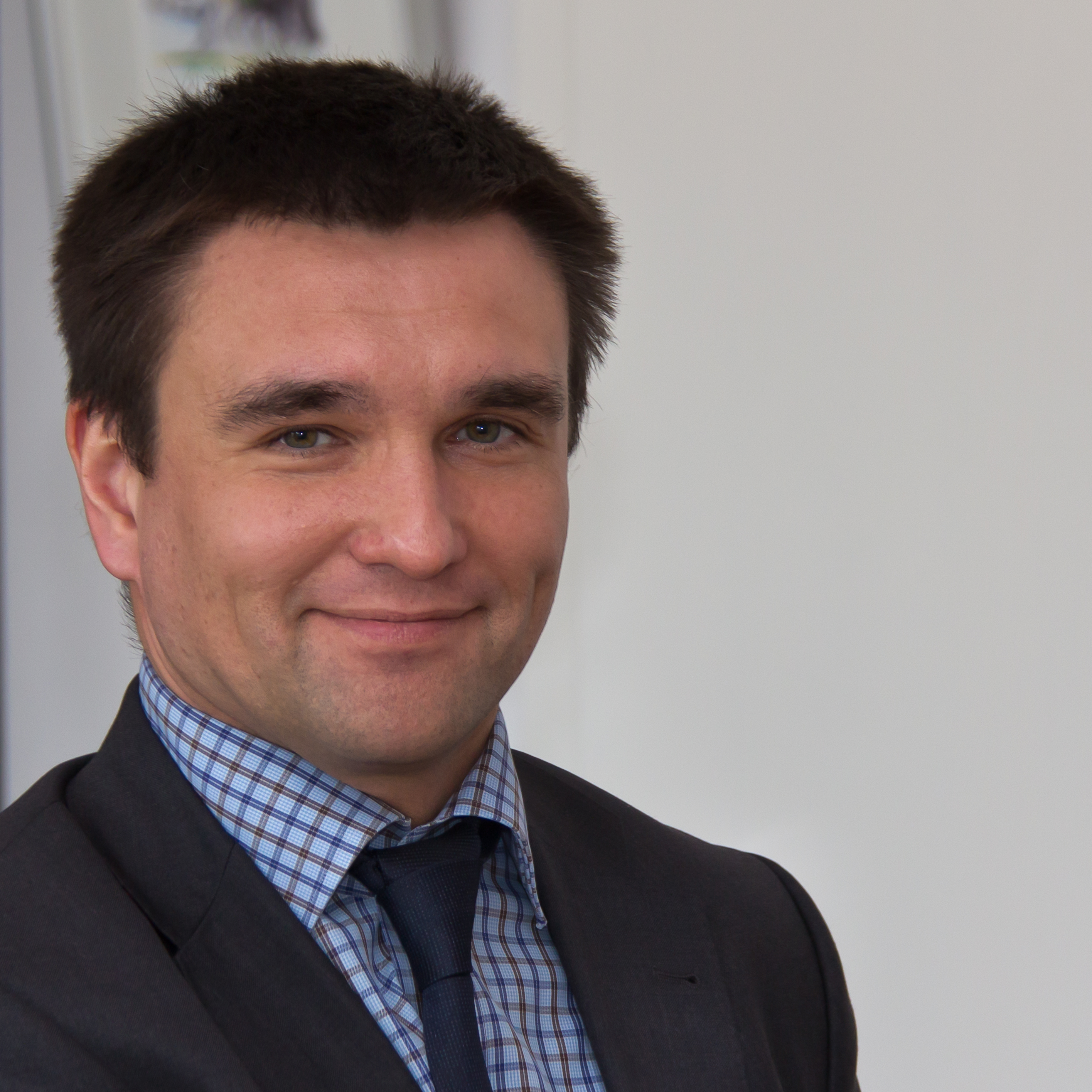
Le ministre des Affaires étrangères Pavlo Klimkine.

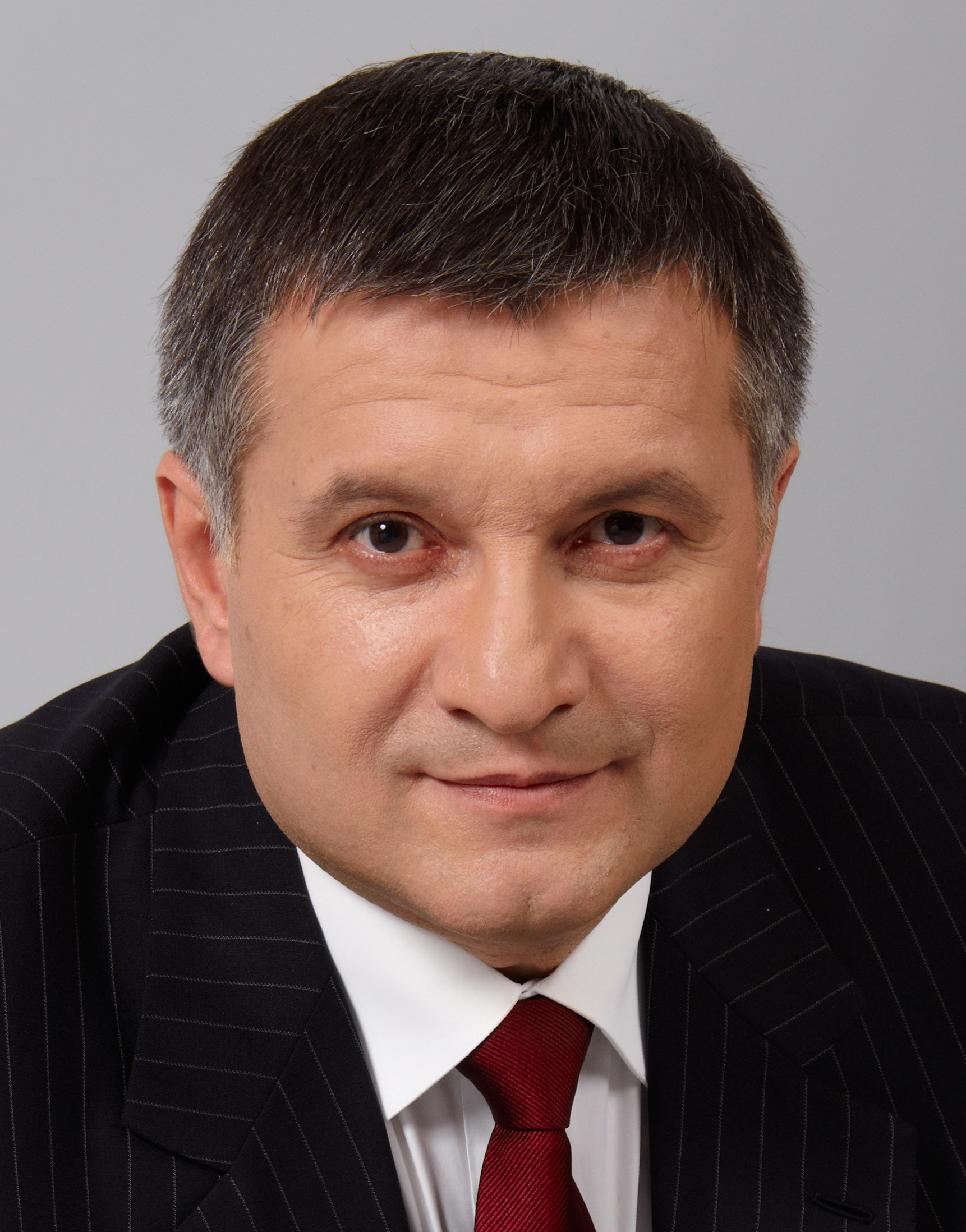
Le ministre de l'Intérieur Arsen Avakov.

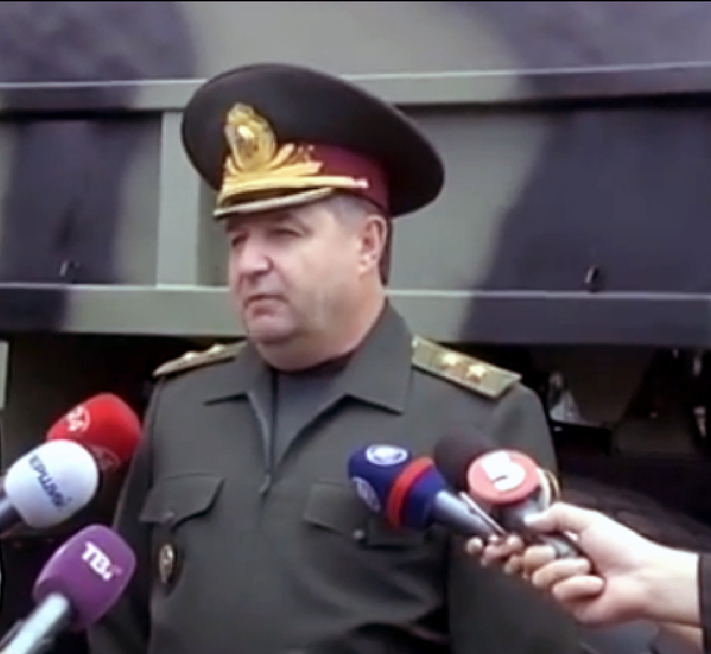
Le ministre de la Défense Stepan Poltorak.

Le gouvernement Iatseniouk I est un gouvernement ukrainien, nommé, puis investi par la Rada, le parlement national, pour gérer les affaires du pays.

## Historique

### Formation
Il a été constitué durant les événements politiques ukrainiens de février 2014, quelques jours après la chute du président pro-russe Viktor Ianoukovytch. Le mandat de ce gouvernement provisoire devait, en principe, prendre fin à l'issue de l'élection présidentielle qui s'est tenue le 25 mai 2014.

### Dissolution
Le 24 juillet 2014, à la suite de la dissolution de la coalition gouvernementale en raison du retrait des partis Alliance démocratique ukrainienne pour la réforme et Union panukrainienne « Liberté », Arseni Iatseniouk annonce la démission de son gouvernement, laquelle est finalement rejetée par la Rada le 31 juillet 2014. Des législatives anticipées sont cependant convoquées.
Le 27 novembre 2014, lors de la première session du nouveau parlement, la coalition pro-européenne composée de cinq partis (Bloc Petro Porochenko, Front populaire, Samopomich, Parti radical et Batkivtchina) propose la reconduction d'Arseni Iatseniouk au poste de Premier ministre, qui est approuvée à une très large majorité de 341 députés. Iatseniouk s'engage alors « à défendre l'indépendance du pays face à l"invasion militaire russe » et déclare : « Nous avons sur les épaules une mission historique, celle de préserver notre État et défendre notre indépendance ». Son gouvernement est approuvé par la Rada le 2 décembre 2014.

## Composition
| Fonction                                             | Titulaire, | Titulaire, | Parti   |
| ---------------------------------------------------- | ---------- | --- | ------- |
| Premier ministre                                     |            | Arseni Iatseniouk | VOB     |
| Premier vice-Premier ministre Chargé de la Sécurité  |            | Vitaly Yarema (jusqu'au 19 juin 2014) | VOB     |
| Vice-Premier ministre                                |            | Oleksandr Sytch | Svoboda |
| Vice-Premier ministre Chargé des Affaires régionales |            | Volodymyr Hroïsman | Sans    |
| Ministre de la Justice                               |            | Pavlo Petrenko | VOB     |
| Ministre des Finances                                |            | Oleksandr Chlapak (uk) | Sans    |
| Ministre du Développement économique et du Commerce  |            | Pavlo Cheremeta (jusqu'au 2 septembre 2014) Anatoliy Maksiouta (uk)                                                                                 | Sans    |
| Ministre de l'Éducation et des Sciences              |            | Serhiy Kvit (uk) | Sans    |
| Ministre des Affaires sociales                       |            | Lioudmyla Denissova | Sans    |
| Ministre de l'Écologie et des Ressources naturelles  |            | Andri Mokhnyk | Svoboda |
| Ministre de la Culture                               |            | Ievhen Nychtchouk | NU      |
| Ministre du Cabinet                                  |            | Ostap Semerak (uk) | VOB     |
| Ministre de la Santé                                 |            | Oleh Moussi (uk) | Sans    |
| Ministre des Mines et des Énergies                   |            | Iouriy Prodan (uk) | Sans    |
| Ministre de la Jeunesse et des Sports                |            | Dmytro Boulatov (en) | Sans    |
| Ministre de l'Intérieur                              |            | Arsen Avakov | VOB     |
| Ministre des Affaires étrangères                     |            | Andriy Dechtchytsia (jusqu'au 19 juin 2014) Pavlo Klimkine                                                                                          | Sans    |
| Ministre de l'Agriculture et de l'Alimentation       |            | Ihor Chvaïka | Svoboda |
| Ministre de la Défense                               |            | Ihor Tenioukh (provisoire, jusqu'au 25 mars 2014)                                                                                                   | Svoboda |
| Ministre de la Défense                               |            | Mykhaïlo Koval (provisoire, du 25 mars au 3 juillet 2014) Valeri Heleteï (à partir du 3 juillet 2014) Stepan Poltorak (à partir du 14 octobre 2014) | Sans    |
| Ministre des Infrastructures                         |            | Maksym Bourbak (uk) | VOB     |